# 阿特·哈里斯
小阿瑟·卡洛斯·哈里斯（英語：Arthur Carlos Harris Jr.，1947年1月13日—2007年10月13日），美国NBA联盟前职业篮球运动员。他在1968年的NBA选秀中第2轮第16顺位被西雅图超音速选中。